# Okręty podwodne typu Joessel
Okręty podwodne typu Joessel – francuskie oceaniczne okręty podwodne z czasów I wojny światowej i okresu międzywojennego. W latach 1913–1920 w stoczni Arsenal de Cherbourg zbudowano dwa okręty tego typu. Jednostki weszły w skład Marine nationale w roku 1920 i służyły do połowy lat 30. XX wieku.

## Projekt i budowa
Okręty typu Joessel zamówione zostały na podstawie programu rozbudowy floty francuskiej z 1914 roku. Okręty zaprojektował inż. Jean Simonot, lekko modyfikując swój poprzedni projekt Gustave Zédé, zakładając zastosowanie dwóch turbin parowych systemu Parsonsa o mocy 2000 koni mechanicznych (KM) każda przy niewielkim wzroście wyporności. W trakcie budowy z pomysłu zrezygnowano, wyposażając okręty w silniki Diesla.
Dwa okręty typu Joessel zbudowane zostały w Arsenale w Cherbourgu. Stępki okrętów położono w listopadzie 1913 roku, a zwodowane zostały w latach 1917-1919. Planowano zbudować jeszcze sześć okrętów tego typu z programu rozbudowy floty z roku 1915 (o numerach Q115–Q120), jednak zamówienie w trakcie wojny anulowano.
| Okręt            | Stocznia             | Początek budowy | Wodowanie       | Ukończenie budowy |
| ---------------- | -------------------- | --------------- | --------------- | ----------------- |
| „Joessel” (Q109) | Arsenał w Cherbourgu | listopad 1913   | 21 lipca 1917   | luty 1920         |
| „Fulton” (Q110)  | Arsenał w Cherbourgu | listopad 1913   | 1 kwietnia 1919 | lipiec 1920       |

## Dane taktyczno–techniczne
Jednostki typu Joessel były dużymi, oceanicznymi okrętami podwodnymi. Długość całkowita wynosiła 74 metry, szerokość 6,4 metra i zanurzenie 3,62 metra. Wyporność w położeniu nawodnym wynosiła 870 ton, a w zanurzeniu 1247 ton. Okręty napędzane były na powierzchni przez dwa 8-cylindrowe silniki Diesla Schneider-Carels o łącznej mocy 2700 KM. Napęd podwodny zapewniały dwa silniki elektryczne Nancy o łącznej mocy 1640 KM. Dwuśrubowy układ napędowy pozwalał osiągnąć prędkość 16,5 węzła na powierzchni i 11 węzłów w zanurzeniu. Zasięg wynosił 4300 Mm przy prędkości 10 węzłów w położeniu nawodnym oraz 125 Mm przy prędkości 5 węzłów pod wodą.
Okręty wyposażone były w osiem wyrzutni torped kalibru 450 mm (cztery wewnętrzne na dziobie, dwie na rufie i dwie zewnętrzne), z łącznym zapasem 10 torped oraz dwa pokładowe działa kal. 75 mm. Załoga jednego okrętu składała się z 4 oficerów oraz 43 podoficerów i marynarzy.

## Przebieg służby
Oba okręty typu Joessel zostały wcielone do służby w Marine nationale w 1920 roku. „Joessel” otrzymał numer taktyczny Q109, natomiast „Fulton” (który otrzymał nazwę na cześć amerykańskiego konstruktora okrętowego Roberta Fultona) numer Q110. Po ukończeniu jednostki poddano modernizacji: otrzymały nowe kioski, mostki i dwa peryskopy o długości 7,5 m (w kiosku) i 9,5 m (w centrali).
Okręty pełniły służbę na Atlantyku do początku lat 30., a następnie zostały przeniesione do Indochin. Zakończyły służbę w 1935 roku i zostały skreślone z listy floty.